# Collegiate Shag
Collegiate Shag – taniec partnerski tańczony do szybkiej muzyki swingowej (powyżej 185 bpm). Należy on do rodziny tańców swingowych wykształconych w Ameryce Północnej w latach 20. i 30. XX wieku. Obecnie jako przybliżone miejsce powstania tańca podaje się stany Karolina Północna i Południowa Stanów Zjednoczonych, a czas to późne lata 20. XX wieku. Niektóre źródła jako miejsce powstania wskazują także Nowy Orlean. Taniec ten rozprzestrzenił się w następnej dekadzie na całe terytorium USA. Jest określany mianem tańca „ulicznego”, co oznacza, iż nie wykształcił się ani nie był nauczany w ówczesnych szkołach tańca, a jego rozwój był spowodowany popularnością zwłaszcza w środowiskach akademickich i młodzieży szkolnej tamtych lat. Dzisiaj jest tańczony przez entuzjastów tańców swingowych na całym świecie, od 2014 roku obecny także w Polsce.

## Etymologia
Nazwa „Shag” w znaczeniu określającym tańce jest bardzo szeroko pojętym terminem w Ameryce Północnej. Określa on pewną grupę tańców, które wykształciły się w pierwszej połowie XX wieku. Dziś termin „Collegiate Shag” jest używany wymiennie z shag i określa on specyficzny rodzaj tańca, który największą swoją popularność osiągnął w latach 30. i 40. XX wieku. Nazwa „Collegiate Shag” nie była nazwą używaną ówcześnie, jak to się dzieje obecnie. Przymiotnik „collegiate” został dodany dopiero w późniejszym czasie dla odróżnienia od innych form tańca posiadających w swojej nazwie słowo „shag” (np. St. Louis Shag czy Carolina Shag) i określa on specyficzną formę tańca popularną zwłaszcza wśród środowisk akademickich.
Określenie poszczególnych rodzajów tańca jako „collegiate” ma swoje korzenie w trendzie powstałym w połowie lat 20. Wtedy to powstawały wariacje „collegiate” różnych popularnych wówczas tańców i określały odmiany danego tańca tańczone przez ówczesną młodzież. Zaliczają się w to Collegiate Charleston, collegiate rumba, collegiate one-step, collegiate fox trot. Formy te wykorzystywały elementy i figury używane w tańcach swingowych, tj. podskoki, wykopy, breakaway czy shuffle. Sama nazwa „collegiate shag” stała się nazwą obowiązującą w późniejszych latach XX wieku podczas renesansu tańców swingowych, w celu odróżnienia tej formy od innych tradycyjnych amerykańskich tańców także określanych jako „shag”. Carolina Shag, wywodzi swe korzenie od tańca Little Apple, oraz St. Louis Shag, który jak obecnie się uważa, wywodzi się od Charlestona. Oba te tańce posiadają w swej nazwie słowo „shag”, jednakże żaden z nich nie określa tańca opisywanego tutaj.

## Historia
Pochodzenie tańca „collegiate shag” nie jest do końca poznane. Opisy w literaturze z tego okresu sugerują, że powstał on na południu Stanów Zjednoczonych jako taniec „uliczny”. Oznacza to, iż nie wyewoluował on jako część regularnego nauczania przez tancerzy lub w studiach tanecznych. Jednakże pewna wersja shaga została zaadaptowana przez studio Arthura Murraya oraz ustandaryzowana w latach 30. XX w., znana dzisiaj jest bardziej jako Murray Shag. Publikacje z tego okresu potwierdzają duża popularność shaga w całym USA w latach 30. Sugerują także, iż pomimo dużej popularności, taniec ten nie był szeroko znany jako „shag” co poważnie utrudnia ustalenie jego pochodzenia. Książka Arthura Murraya Let’s Dance podaje, że shag był znany w całych Stanach Zjednoczonych pod różnymi nazwami, np. „flea hop”. A w późnych latach 30. było już przynajmniej kilkanaście odmian stylistycznych tego tańca.
Najwcześniejsze wzmianki tańca znanego jako „shag” można odnaleźć w książce Land of the Golden River Lewisa Philipa Halla opublikowanej w 1975 roku. W książce tej autor twierdzi, że opracował podstawy tańca który sam potem nazwał „shag”. Dalej utrzymuje, iż wraz ze swoją partnerką zaprezentował taniec na imprezie Feast of Pirates w Wilmington, N.C w 1928 roku. Jednakże nie ma żadnych przesłanek, że taniec który został wymyślony i zaprezentowany przez Halla jest tym samym tańcem co opisywany tutaj Collegiate Shag, popularny w swingowych środowiskach tanecznych w latach 30. i 40.
Nazewnictwo często było niejednoznaczne. Dwa tak samo nazwane style tańca niekoniecznie musiały dzielić wspólne korzenie lub nawet wykazywać się podobną stylistyką. Przykładem tego typu są tańce Carolina Shag oraz St. Louis Shag, które stały się popularne w latach 40. i 50. Oba posiadają w swej nazwie „shag”, jednakże nie mają wspólnego pochodzenia. Możliwe że styl tańca zaprezentowany przez Lewisa Halla i jego partnerkę w jakiś sposób jest połączony z tańcem „shag” ery swinga, czyli określanym dzisiaj nazwą Collegiate Shag. Taka możliwość istnieje także w przypadku wielu niezwiązanych ze sobą tańców z lat 20. i 30., które nie były określane jako „shag”.
Niektórzy historycy uważają, iż taniec ten narodził się w społecznościach afroamerykańskich w latach 20., gdzie także niekoniecznie był określany jako „shag”. Nigdy nie zostało to w pełni potwierdzone, jednakże jest to najbardziej wiarygodna wersja, biorąc pod uwagę pochodzenie innych tańców swingowych z południa USA w tamtym okresie, tj. Charleston oraz Big Apple. Nawet krok zaprezentowany przez Lewisa Phillipa Halla mógł zostać zapożyczony z tańców afroamerykańckich, co podaje Susan Block.
Sugerowano także, że taniec ten wyewoluował z kroku wodewila w wersji tańczonej w parach nazywanego „flea hop”, który charakteryzował się podobnym charakterem ruchu. Pogląd ten jest tym bardziej uzasadniony z uwagi na potoczną nazwę wykonawców wodewila, których pod koniec XIX w. określano jako „shaggers”.
Niezależnie od powyższych przypadków, w latach 30. terminem „shag” określano całą rodzinę tańców swingowych, które miały podobną charakterystykę. Najbardziej charakterystycznymi cechami są:
1. puls, który jest uzyskiwany poprzez przeniesienie ciężaru ciała na śródstopie, określany także jako „bounce” i występujący również w Lindy Hop;
2. wykopy (kicks), które są wykonywane na bity parzyste, a nie nieparzyste jak w innych tańcach popularnych w tamtym okresie, np. Charleston, Lindy Hop.

Instruktorzy bardzo często dzielą tańce typu shag w zależności od rytmiki w następujące kategorie: single rhythm, double rhythm i triple rhythm shag. Różnice między nimi wynikają z liczby kroków wolnych (slow, kombinacja typu krok-naskok, step-hop) w każdym z nim. Po krokach wolnych najczęściej występują dwa kroki szybkie (quick, kombinacja typu krok-krok, step-step).
Współcześnie entuzjaści tańców swingowych wyróżniają także dodatkowo wersję „long double-shag”. Ta wariacja jest podobna do double rhythm shag, jednakże posiada w swej strukturze cztery kroki szybkie zamiast dwóch. Taka wersja tańca pojawiła się w Charlotte, NC około 1936 roku, gdzie współistniała razem z wariacjami single rhythm oraz triple rhythm. Powszechnie uważa się wersja double rhythm shag pojawiła się trochę później niż pozostałe, na początku prawdopodobnie w Nowym Jorku lub New Jersey w połowie lat 30. I wariacja ta jest obecnie najpopularniejszą wersją Collegiate Shag tańczoną na całym świecie. Natomiast uważa się, że w czasach ery swingu najpopularniejszą odmianą był single rhythm shag.

## Kroki
W zależności od rytmiki Collegiate Shag można podzielić na następujące kategorie:
- single rhythm shag, tańczonym według schematu kroków ‘wolny, szybki, szybki, wolny, szybki, szybki’
- double rhythm shag, tańczonym według schematu kroków ‘wolny, wolny, szybki, szybki’
- long double rhythm shag, tańczonym według schematu kroków ‘wolny, wolny, szybki, szybki, szybki, szybki’
- triple rhythm shag, tańczonym według schematu kroków ‘wolny, wolny, wolny, szybki, szybki’

Tylko double rhythm shag jest tańcem 6-bitowym (6-count), co oznacza że cały krok zawiera się w sześciu uderzeniach w muzyce, pozostałe wariacje są tańcami 8-bitowymi (8-count). Dalej opisywane kroki skupią się głównie na wariacji double rhythm.
W kroku podstawowym tancerze zwróceni są do siebie twarzami, tzw. pozycja face-to-face. Jednakże są przesunięci względem siebie, w taki sposób aby ich stopy nie spotykały się, a były ustawione naprzemiennie na pozór suwaka. Partnerzy stoją bardzo blisko siebie, a prawa ręka partnera jest umieszczona na plecach partnerki. Lewa ręka partnerki spoczywa na ramieniu partnera. Collegiate Shag może być także tańczony w pozycji partnerów znajdujących się obok siebie z twarzami zwróconymi w tę samą stronę, jest tzw. pozycja side-by-side.
Charakterystyczną cechą tańca Collegiate Shag jest zaakcentowanie trzymania dłoni partnerów mocno w górze. W takim ustawieniu prawa dłoń partnerki spoczywa na lewej dłoni partnera. W zależności od wzrostu partnerów, można regulować wysokość trzymania rąk wysoko wskazując w górę. Nie zawsze w taki sposób tańczy się podczas ćwiczeń, lecz bardzo często podczas występów lub potańcówek, aby zwrócić uwagę ze względu na przerysowany i karykaturalny wygląd. Jednakże większość tancerzy preferuje niskie trzymania podobne do innych tańców swingowych ze względu na wygodę. Kroki wykonywane przez partnerkę są odbiciem lustrzanym kroków partnera.
Kolejną charakterystyczną cechą tańca Collegiate Shag jest bardzo zróżnicowana praca stóp (footwork). Wykorzystuje ona wykopy i różnego rodzaju podnoszenia nóg w dowolnych kombinacjach, np. single kick, double kick, heels up, heel-toe, toe-heel, back-kick, kick-back. Partnerzy mogą wykonywać różny footwork niezależnie od siebie, co dodatkowo nadaje charakteru Collegiate Shag.
Krok podstawowy Collegiate Shag w wersji double rhythm dla partnera składa się z następujących elementów:
1. Step na lewą stopę
2. Hop na lewą stopę
3. Step na prawą stopę
4. Hop na prawą stopę
5. Step na lewą stopę
6. Step na prawą stopę

Jako step określa się przeniesienie ciężaru ciała poprzez opadnięcie na określoną stopę, natomiast hop określa się jako oderwanie i opadnięcie na tę samą stopę z utrzymaniem na niej ciężaru ciała. Kroki 1 i 2 określa się jako ‘wolny’, kroki 3 i 4 również określa się jako ‘wolny’, natomiast kroki 5 i 6 określa się jako ‘szybki, szybki’. Razem to zamyka się w przytoczonym wyżej schemacie 'wolny, wolny, szybki, szybki’, gdzie przez 2 uderzenia ciężar ciała partnera jest na lewej nodze, przez kolejne 2 na prawej, natomiast ostatnie 2 na przemian najpierw na lewej, potem na prawej.
Collegiate Shag posiada szereg figur wspólnych także dla innych tańców ery swingowej, a w szczególności Lindy Hop tj.:
- Cross-kicks
- breaki, dipy
- Shag turn, analogicznie do Tuck turn w Lindy Hop
- Shagout, analogicznie do Swingout w Lindy Hop
- Sugar push
- Hand-to-hand
- Tandem, analogicznie do Shadow (Tandem) Charleston
- Texas Tommy

Z uwagi na zachowanie równowagi podczas tańca większość szybkich elementów i obrotów wykonuje się podczas bitów 5 i 6.

## Collegiate Shag w Polsce
Do połowy 2014 roku taniec ten był praktycznie nieobecny i nieznany w Polsce. Wraz z rozwojem sceny Lindy Hop pojawiło się naturalne poszukiwanie i zainteresowanie innymi formami tańców swingowych wśród społeczności tancerzy. Z inicjatywy warszawskiej szkoły tańców swingowych SWINGOUT.PL odbyły się warsztaty Collegiate Shag w sierpniu i październiku 2014 roku oraz styczniu 2015. Od lutego 2015 prowadzone są regularne zajęcia w Warszawie. W maju 2015 z inicjatywy tego samego środowiska odbył się pierwszy festiwal Warsaw Collegiate Shag Festival 2015, z udziałem pary: Stephena Sayera i Chandrae Roettig. Kolejne inicjatywy Collegiate Shag tworzą się w innych miastach Polski, tj. Krakowie i Gdańsku.